# Gennadij Nikolaev
Gennadij Nikolaevič Nikolaev (in russo Геннадий Николаевич Николаев?; Aşgabat, 8 luglio 1936 – Mosca, 6 giugno 2013) è stato un nuotatore sovietico, dal 1992 russo.

## Carriera
Assieme ai compagni Vitalij Sorokin, Vladimir Stružanov e Boris Nikitin vinse la medaglia di bronzo nella 4x200m stile libero alle Olimpiadi di Melbourne 1956.

## Palmares

### Competizioni internazionali
- Olimpiadi

Melbourne 1956: bronzo nella 4x200m stile libero.
- Europei

Budapest 1958: oro nella 4x200m stile libero.